# Клоково (аеродром)
Клоково — військовий аеродром на північній околиці Тули.
На аеродромі базувався 490-й окремий вертолітний полк (в/ч 22590, оснащений Мі-24, Мі-8).

## Історія
Тут базувався 374-й ОВТАП (374-й окремий військово-транспортний авіаційний полк), який був оснащений вантажними літаками Іл-76 і Антонов Ан-22 12-ї військово-транспортної авіаційної дивізії.
Тут також базувався навчальний полк Тамбовського військового авіаційного училища (Aero L-29 Delfín). Злітно-посадкова смуга використовувалася військовими разом із цивільним аеропортом, який закрили у 1992 році.
З 1946 і по 1975 використовувався 374-м військово-транспортним авіаційним полком.

### 490-й окремий вертолітний полк
490-й окремий вертолітний полк (БіУ, бойовий і управління) 131-й змішаної авіаційної дивізії був сформований 1 червня 1989 в складі центральної групи військ на території Чехословаччини з чотирьох ескадрилій, які мали досвід Війна в Афганістані. Дві з них, транспортні, з Мі-8, брали участь у ліквідації наслідків Чорнобильської катастрофи.
У квітні 1990 490-й окремий вертолітний полк двома льотними групами та кількома залізничними ешелонами перебазувався на аеродром Клоково та увійшов до складу ВПС тодішнього Московського військового округу.
З грудня 1994 по травень 1995 полк брав участь у Першій російсько-чеченській, а з грудня 1999 і в Другій російсько-чеченській війні.
У 2009 році полк був розформований, на базі полку утворили 106-ту авіаційну комендатуру.
У 2019 на аеродромі відмічали 30-ліття з моменту створення полку.

## Катастрофи та інциденти
- 18 лютого 2000 вертоліт Мі-8 під управлінням майора Іллі Скрипникова був збитий під час Другої чеченської війни. Загинуло 15 осіб, екіпаж і десант.[7][8]